# Mucc
MUCC (ムック, mukku) – japoński zespół rockowy, powstały w 1997 roku, zaliczany do nurtu visual kei. Wykonuje szeroko pojętą muzykę rockową i metal. Założycielem grupy jest gitarzysta Miya. Nazwa pochodzi od włochatego, czerwonego potwora – bohatera popularnej japońskiej bajki dla dzieci – Ponkickies. MUCC jest znane również jako kombinacja liczb 69, które w języku japońskim można przeczytać jako mukku.
Zespół zadebiutował w Europie występem na Wacken Open Air latem 2005 roku. Rok później zagrali w Stanach Zjednoczonych na konwencie anime Otakon. Konsekwentnie występują w Europie co roku. Do Stanów Zjednoczonych wrócili na Jrock Revolution w 2007 roku.
MUCC wziął także udział w Taste of Chaos 2008, występując w dwudziestu sześciu miastach USA od lutego do maja. Po powrocie do Japonii w maju, zespół zagrał na hide memorial summit obok innych znanych japońskich grup rockowych, takich jak X Japan, Luna Sea czy Dir En Grey. W październiku Taste of Chaos 2008 przybył do Europy. MUCC wystąpili w Holandii, Niemczech, Danii, Szwecji, Finlandii czy Wielkiej Brytanii.

## Muzyka
Muzyka MUCC jest połączeniem rocka, ska i bluesa. Miya i Tatsurou są głównymi twórcami tekstów, ale poszczególne utwory pisane są również przez pozostałych członków zespołu. Ogólnie można nazwać tę muzykę jako hard rock, który zawsze opiera się na tradycyjnych dalekowschodnich melodiach, uzupełnianych głosem Tatsurou. Przy elektryzującym głosie wokalisty, utwory zawierają nutkę melancholii. Teksty pisane przez Miyę i Tatsurou poruszają takie kwestie jak depresja, strach, miłość, przyjaźń. Nawiązują także do problemu odrzucenia we współczesnym społeczeństwie japońskim.

## Członkowie zespołu
- Tatsurou (逹瑯) / Iwakami Tatsurou – wokalista
- Miya (ミヤ) / Yaguchi Masaaki – gitarzysta
- YUKKE / Fukuno Yusuke – basista

### Byli członkowie
- HIRO – basista (1997–1999)
- SATOchi (SATOち) / Takayasu Satoshi – perkusista (1997–2021)

## Dyskografia

### Albumy
- Antique (25 grudnia 1999)
- Tsuuzetsu (7 stycznia 2001)
- Aishuu (25 grudnia 2001)
- Houmura Uta (6 września 2002)
- Zekuu (3 września 2003)
- Kuchiki no Tou (1 września 2004)
- Kuchiki no Tou – Live at Roppongi (26 stycznia 2005)
- Houyoku (23 listopada 2005)
- 6 (26 kwietnia 2006)
- Cover Parade (6 czerwca 2006)
- Gokusai (6 grudnia 2006)
- Psychedelic Analysis (live; 28 marca 2007)
- Best of Mucc (6 czerwca 2007)
- Worst of Mucc (6 czerwca 2007)
- Shion (26 marca 2008)
- Kyuutai (4 marca 2009)
- Coupling Best (12 sierpnia 2009)
- Coupling Worst (19 sierpnia 2009)
- Karma (6 października 2010)
- Aishuu no Antique (9 czerwca 2012)
- SHANGRI-LA (28 listopada 2012)
- THE END OF THE WORLD (25 czerwca 2014)
- Myakuhaku (25 stycznia 2017)
- Kowareta Piano to Living Dead (13 lutego 2019)
- Aku (10 czerwca 2020)

### Single
- Shoufu/Hai (9 czerwca 2000)
- Aoban (15 lipca 2001)
- Akaban (15 lipca 2001)
- Fu wo Tataeru Uta (21 stycznia 2002)
- Suisou (9 czerwca 2002)
- Ware, Arubeki Basho (21 maja 2003)
- Rojiura Boku to Kimi E (25 lutego 2004)
- Monokuro no Keshiki (9 czerwca 2004)
- Kokoro no Nai Machi (30 marca 2005)
- Ame no Orchestra (8 czerwca 2005)
- Saishuu Ressha (19 października 2005)
- Gerbera (15 lutego 2006)
- Ryuusei (24 maja 2006)
- Utagoe (23 sierpnia 2006)
- Horizont (8 listopada 2006)
- Libra (21 marca 2007)
- Flight (2 maja 2007)
- Fuzz (31 października 2007)
- Ageha (23 sierpnia 2008)
- Sora to Ito (28 stycznia 2009)
- Freesia (25 listopada 2009)
- Diorama (Official Download 25 grudnia 2009)
- Yakusoku (9 czerwca 2010)
- Falling Down (22 września 2010)
- Akatsuki (21 maja 2011)
- Arcadia feat. Daishi Dance (23 listopada 2011)
- Nirvana (7 marca 2012)
- MOTHER (31 października 2012)
- HALO (25 września 2013)
- World’s End (30 października 2013)
- ENDER ENDER (28 maja 2014)
- Yue ni, Matenrou (2014)
- Brilliant World (2015)
- Heide (2016)
- Classic (2016)
- Ieji (2017)
- Jigen Bakudan (2018)
- Amelia (2019)
- My World (2019)
- Taboo (2019)
- Tatoeba Boku ga Inakattara (2019)

DVD
- Nihon Rettō Konton Heisei Kokoro no Naka (10 grudnia 2003)
- Mucc History DVD The Worst (22 grudnia 2004)
- Tonan no Hōyoku (29 marca 2006)
- Mucc World Tour Final Nippon Budokan 666 (10 grudnia 2006)
- MUCC ～Live Chronicle～ (28 listopada 2007)
- MUCC ～Live Chronicle 2～ (24 grudnia 2008)
- Mucc Live Chronicle 3 – „Kyūtai” in Nippon Budokan- (23 grudnia 2009)
- Mucc Live Chronicle 3 – „Kyūtai” in Nippon Budokan- Tsūjōban (10 marca 2010)
- Winter Circuit 2010 @NHK Hall (14 lutego 2011)
- Mucc Chemical Parade (23 listopada 2011)
- -Mucc 15th Anniversary Year Live- Mucc vs Mucc vs Mucc Fukanzenban: Shisei (22 sierpnia 2012)
- -Mucc 15th Anniversary Year Live- Mucc vs Mucc vs Mucc Fukanzenban: Misshitsu (13 września 2012)
- -Mucc 15th Anniversary Year Live- Mucc vs Mucc vs Mucc Fukanzenban: Kodō (3 października 2012)
- -Mucc 15th Anniversary Year Live- Mucc vs Mucc vs Mucc Kanzenban (14 lutego 2013)
- Mucc Tour 2012−2013 „Shangri-La” (2 października 2013)
- Six Nine Wars -Bokura no Nana-kagetsu Kan Senso- The End @ Yoyogi National Gymnasium’s First Gymnasium (25 lutego 2015)
- F#ck the Past F#ck the Future on World -Paradise from T.R.E.N.D.Y.- (25 listopada 2015)
- Maverick DC Presents Double Headline Tour 2016「M.A.D」(23 listopada 2016)
- The Clips II ~Track of Six Nine~ (4 października 2017)
- Mucc 20th Anniversary Tour Videos Fuka~Uka Heading to Myakuhaku (28 marca 2018)

Książki
- kRayzi yeaR(s) (art-book; 22 lutego 2005)
- Shounen M (art-book; 25 marca 2005)
- 6 (score book; 11 września 2006)
- SHOX’X FILE (art-book; wrzesień 2007)

Dema
- NO!? (październik 1997)
- Aika (20 marca 1998)
- Tsubasa wo kudasai (1 grudnia 1998)
- Shuuka (14 lutego 1999)
- Aka (24 lipca 1999)
- Jiko Keno Demo ~Dirty Ver.~ (1 czerwca 2018)
- Jiko Keno Demo ~Clean Ver.~ (11 czerwca 2018)
- Jigen Bakudan Demo & Remix (5 września 2018)
- Zetsubō Rakuen Demo (3 października 2018)
- Zetsubō Rakuen Demo -Digital Mix- (9 października 2018)
- Melt Demo (15 grudnia 2018)
- Kowareta Piano to Living Dead Demo & Live (29 maja 2019)
- Hotel Lemmon Tree Demo (1 lipca 2019)
- Room Demo (27 sierpnia 2019)
- Cobalt Demo (10 listopada 2019)

Omnibusy
- HOT INDIES BEST SELECTION Vol.1 (25 sierpnia 1998)
- NON-STANDARD FILE～@6sight～ (16 lipca 2000)
- Boøwy Respect (24 grudnia 2003)
- ROCK NIPPON Shouji Noriko Selection (24 stycznia 2007)
- Luna Sea Memorial Cover Album -Re:birth- (19 grudnia 2007)
- Cloverfield: Rob’s Party Mix (17 stycznia 2008)
- Detroit Metal City Tribute Album: Ikenie Metal Mix (28 marca 2008)
- This is for You: The Yellow Monkey Tribute Album (9 grudnia 2009)
- Parade II -Respective Tracks of Buck-Tick- (4 lipca 2012)
- Naruto Super Sounds (26 listopada 2014)
- D’erlanger Tribute Album ~Stairway to Heaven~ (13 września 2017)

## Teledyski
- Zetsubou – 2002.09.06
- Ware, arubeki bashou – 2003.05.21
- Kugatsu mikka no kokuinn – 2003.09.03
- Rojiura boku to kimi e – 2004.02.25
- Monochro no keshiki – 2004.06.09
- Kokoro no nai machi – 2005.03.30
- Ame no orchestra – 2005.06.08
- Saishuu ressha – 2005.10.10
- Gerbera – 2006.02.15
- Ryuusei – 2006.05.24
- Utagoe – 2006.08.23
- Horizont – 2006.11.08
- Libra – 2007.03.21
- Flight – 2007.05.02
- Fuzz – 2007.10.31
- Ageha – 2008.08.23
- Sora to Ito – 2009.01.28
- HALO – 2013.09.25
- World’s End – 2013.10.30